# David E. Zweifel
David Eugene Zweifel (* 13. September 1934 in Denver, Colorado; † 1. Januar 2022) war ein US-amerikanischer Diplomat, der unter anderem zwischen 1981 und 1984 Botschafter in der Jemenitischen Arabischen Republik war.

## Leben
Zweifel absolvierte nach dem Schulbesuch ein grundständiges Studium an der Oregon State University, das er mit einem Bachelor of Science (B.Sc.) abschloss. Danach trat er in die US Navy ein und wurde zuletzt zum Kapitänleutnant (Lieutenant) befördert. Während dieser Zeit war er zwischen 1960 und 1962 Instrukteur des Reserve Officer Training Corps (ROTC) an der Princeton University.
1962 trat Zweifel in den auswärtigen Dienst (Foreign Service) ein und war zunächst zwischen 1962 und 1965 Politischer Referent an der Botschaft in Brasilien sowie anschließend von 1965 bis 1967 Personalreferent im US-Außenministerium. Nachdem er zwischen 1967 und 1969 einen Arabisch-Sprachkurs in Beirut absolviert hatte, fungierte er von 1969 und 1970 als Konsul an der Botschaft in Jordanien. Anschließend war er von 1971 bis 1974 Politischer Referent an der Botschaft in Mexiko sowie daraufhin zwischen 1974 und 1976 Ständiger Vertreter des Botschafters in Oman. Nachdem er von 1976 bis 1977 das National War College (NWC) im Fort Lesley J. McNair in Washington, D.C. besucht hatte, war er zwischen 1977 und 1979 stellvertretender Sachgebietsleiter für Ägypten im Außenministerium. Danach war er von 1979 bis 1981 Ständiger Vertreter des Botschafters in Jordanien.
Zweifel übernahm am 24. Oktober 1981 von George M. Lane den Posten als Botschafter in der Jemenitischen Arabischen Republik. Diesen Posten hatte er bis zum 20. Juni 1984 inne und wurde daraufhin am 28. Oktober 1984 durch William Arthur Rugh abgelöst. Im Anschluss fungierte er von 1984 bis 1987 als Leiter des Sachgebiets Nordafrika das Außenministeriums sowie anschließend zwischen 1987 und 1989 als Leiter des Sachgebiets Karibik und war damit jeweils dem Unterstaatssekretär für politische Angelegenheiten (Under Secretary of State for Political Affairs) zugeordnet. Danach war er von 1989 bis 1992 Leitender Inspekteur des Außenministeriums sowie zwischen 1992 und 1993 Leitender Direktor der Personalabteilung, ehe er zuletzt zwischen 1993 und 1995 Generalkonsul in Rio de Janeiro war.
Er starb am 1. Januar 2022 an den Folgen einer Krebserkrankung.